# Amt Schenkenberg

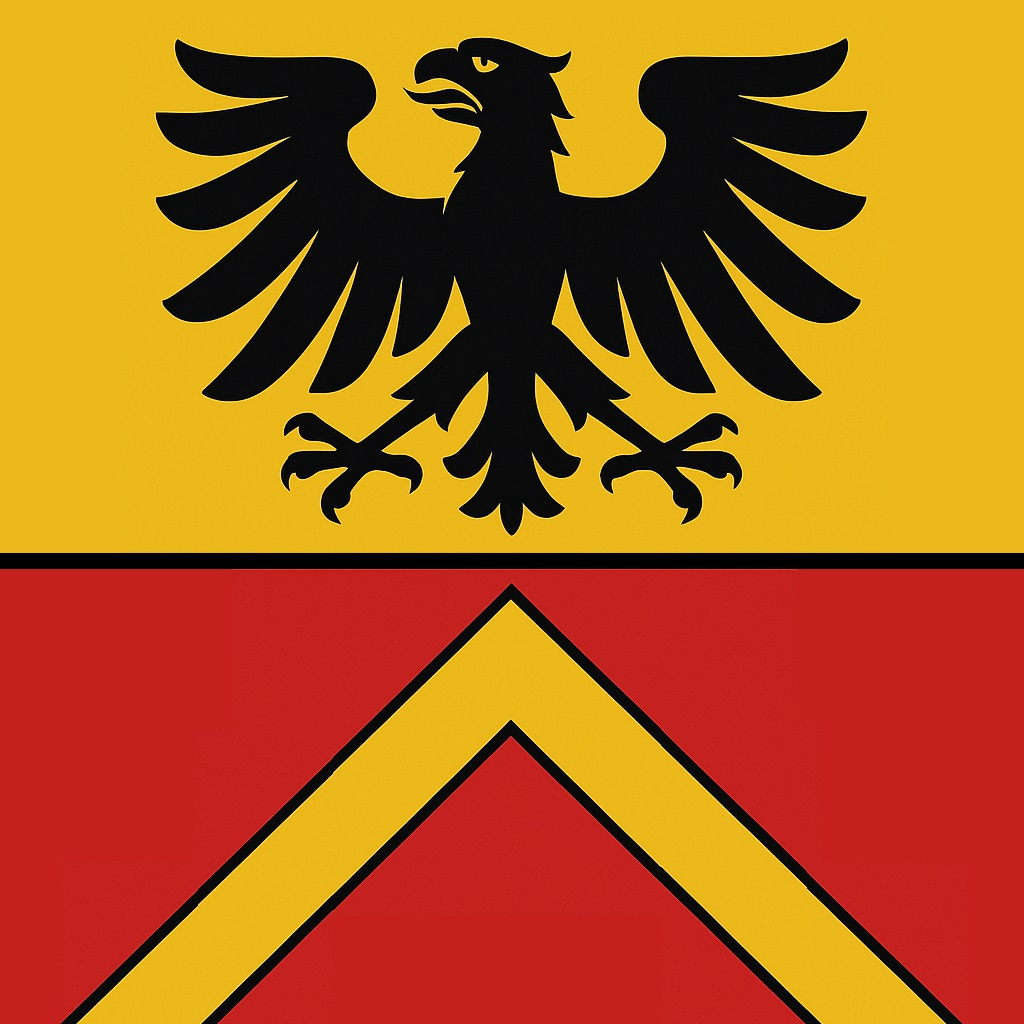
Rekonstruktion Wappen Amt Schenkenberg (Grimmsche Regimentstafel 1735)

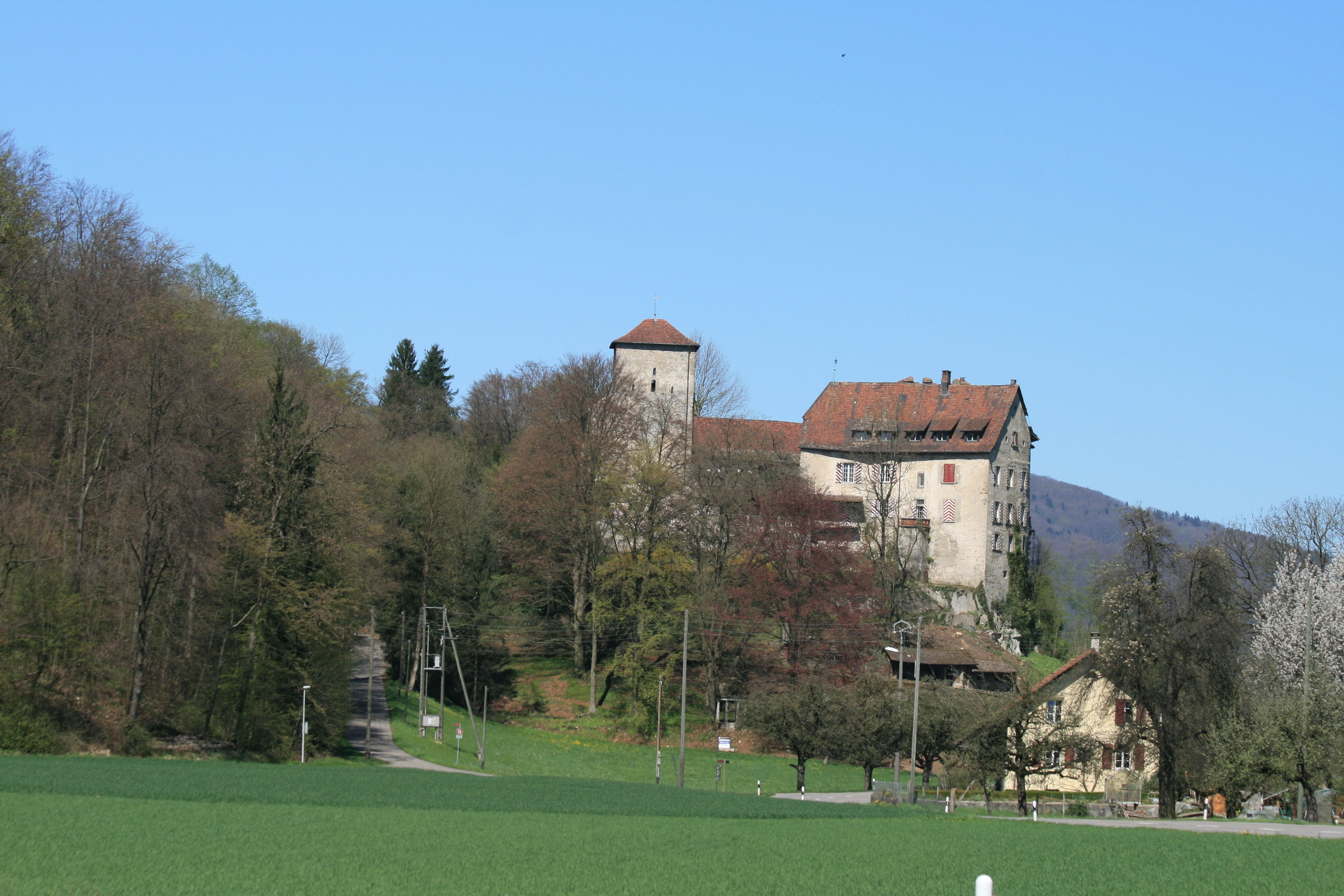
Schloss Wildenstein, Sitz der Obervögte von Schenkenberg von 1720 bis 1798.

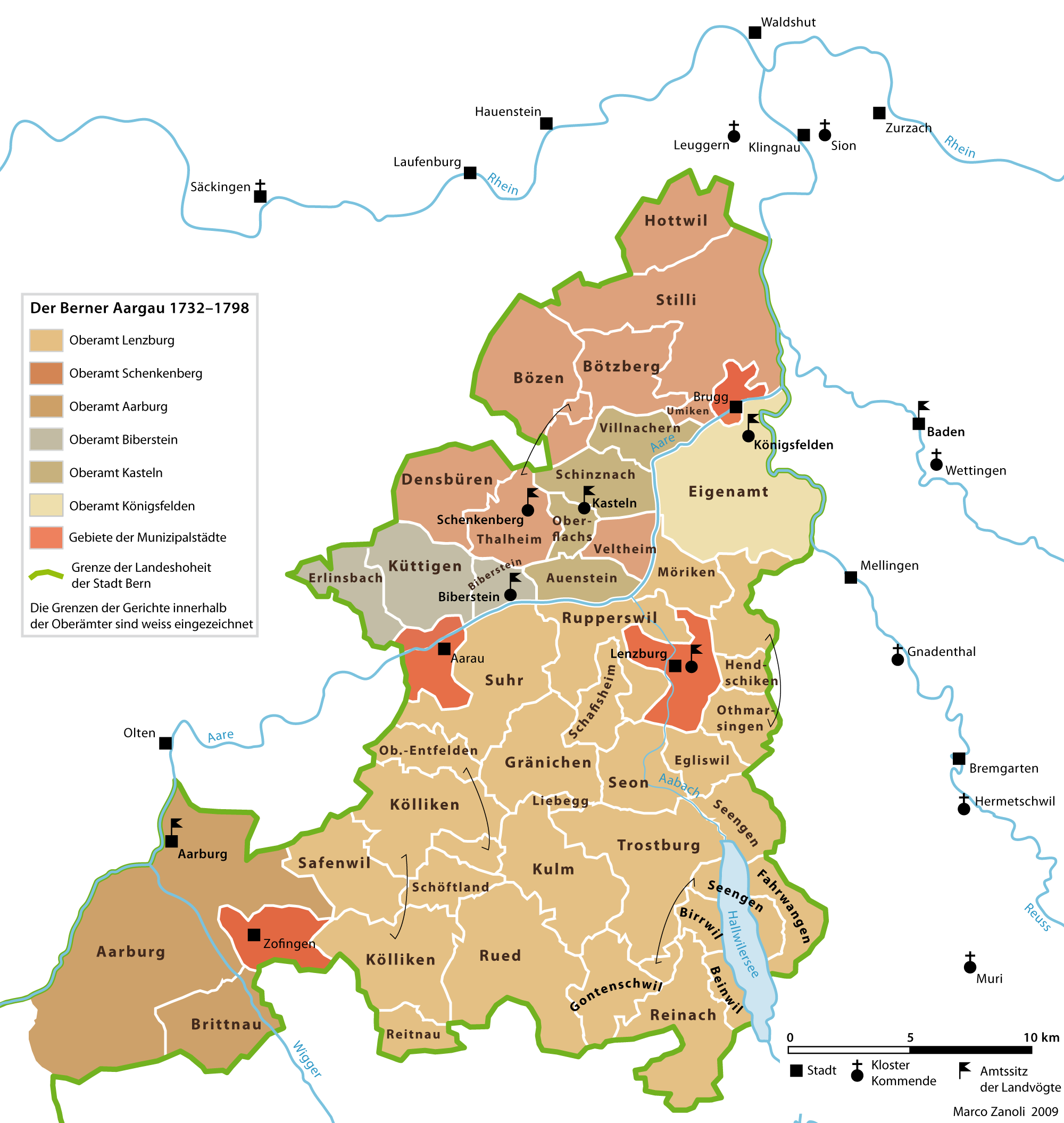
Die bernischen Ämter im Aargau.

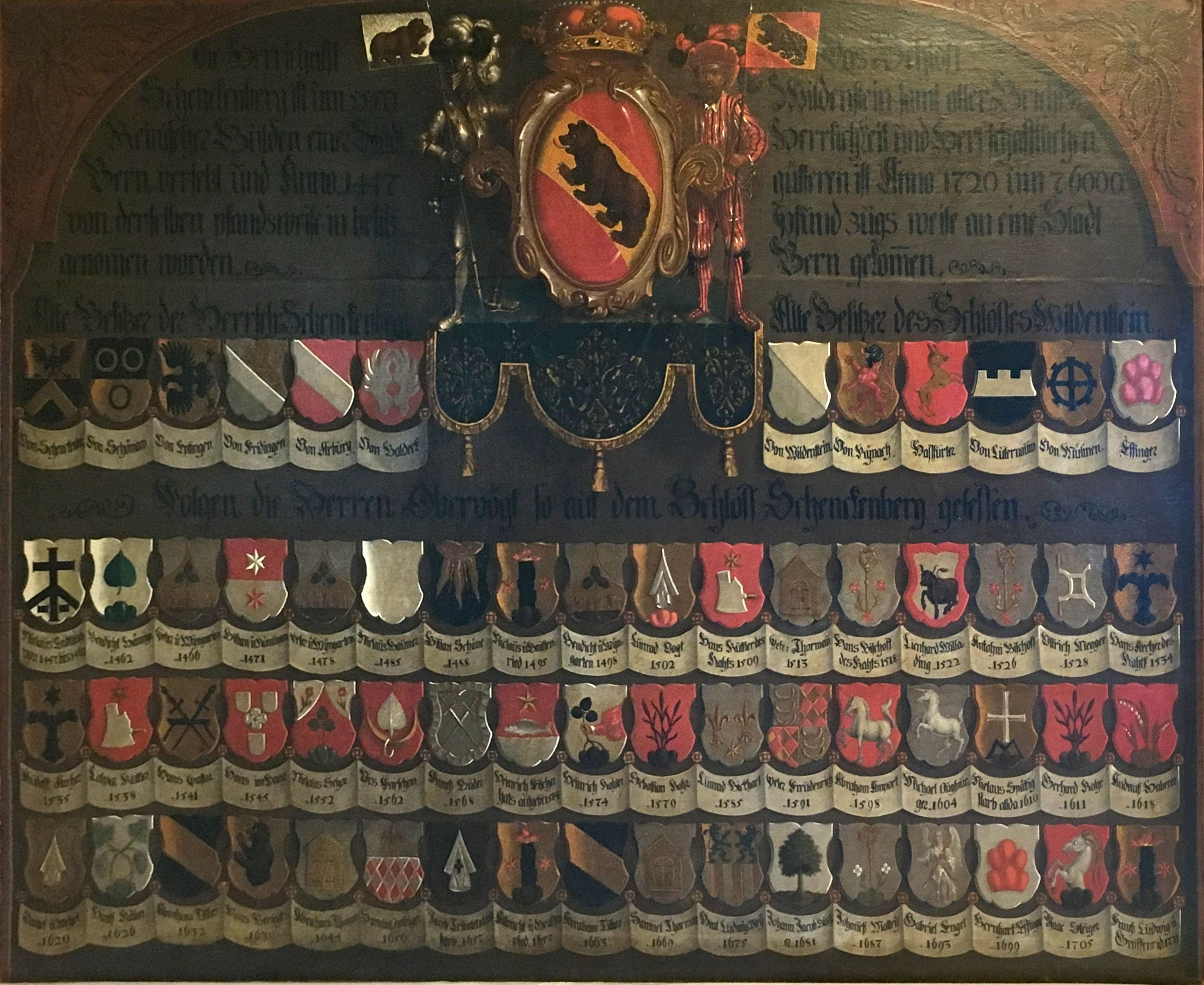
Wappentafel der Obervögte von 1447 bis 1711, Gemälde von Meinrad Keller (1723).

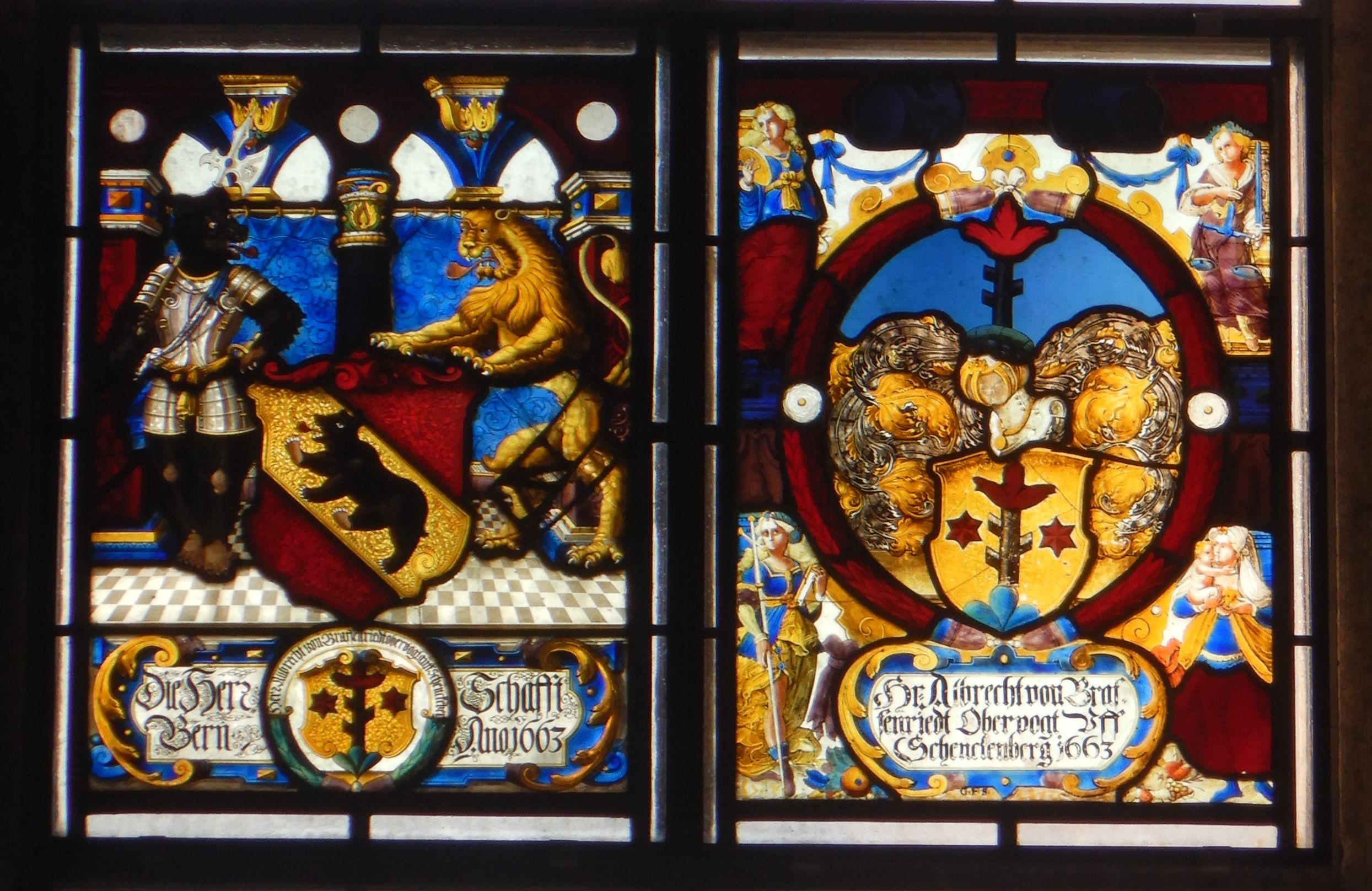
Wappen von Albrecht von Graffenried in der Reformierten Kirche Densbüren.

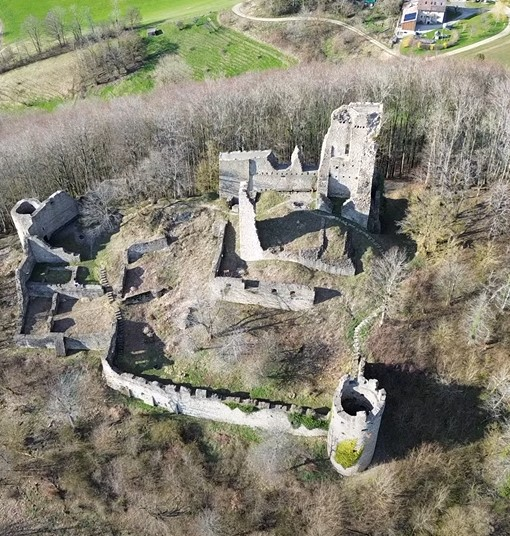
Ruine Schenkenberg aus der Luft

Das Amt Schenkenberg war eine Landvogtei im Aargau in der Schweiz.
Sie entstand im Jahre 1460 durch die Besetzung der Herrschaft Schenkenberg durch Bern. Die seit 1451 im Besitz der Familie von Baldegg befindliche Herrschaft, ein Reichslehen, wurde in eine Berner Landvogtei umgewandelt und umfasste als Oberamt Schenkenberg die Ämter Thalheim, Densbüren, Veltheim, Bözen, Bözberg, Stilli und Hottwil.
Der Landvogt residierte bis 1720 auf Burg Schenkenberg im Hauptort Thalheim und zog dann ins nahegelegene Schloss Wildenstein bei Veltheim.
Das Amt Schenkenberg war für die Berner Herrschaft von hoher strategischer Bedeutung, da es mit dem Bözberg über einen wichtigen Pass ins Fricktal, das damals zu Vorderösterreich gehörte, verfügte. Mit der Eroberung der Schweiz durch die Franzosen wurde das Amt Schenkenberg im März 1798 aufgelöst.

## Bauten
Aus der Zeit des Amts Schenkenberg sind mehrere bedeutende Bauwerke erhalten geblieben, die heute noch an die frühere Funktion der Region als Berner Landvogtei erinnern.
Der ursprüngliche Verwaltungssitz befand sich auf der Burg Schenkenberg bei Thalheim. Die um 1250 von den Habsburgern erbaute Höhenburg diente den Landvögten bis etwa 1720 als Amtssitz. Danach wurde sie aufgegeben und verfiel, ist aber als bedeutende Ruine erhalten und gilt als Kulturgut von regionaler Bedeutung.
Nach dem Verlassen der Burg wurde das Amt in das Schloss Wildenstein bei Veltheim verlegt. Das barocke Landschloss diente fortan als Residenz der bernischen Landvögte bis zur Aufhebung der Vogtei im Jahr 1798.
In der Stadt Brugg befindet sich die sogenannte „Hofstatt“, ein stattliches Gebäude, das ursprünglich als Neuer Schenkenbergerhof errichtet wurde. Es diente später lange Zeit als Kornhaus und beherbergt heute Teile der kommunalen Verwaltung. Auch die ehemalige Landschreiber in Brugg ist erhalten. Sie trägt über dem Torbogen das historische Wappen des Amts Schenkenberg, mit Adler und Sparren, wie es auf einer Wappentafel von 1726 überliefert ist. In der Kirche Thalheim ist ausserdem der Taufstein erhalten aus Alabaster, welcher von einem Obervogt der Gemeinde geschenkt wurde.

## Wappen
Ein historisches Wappen des ehemaligen Amts Schenkenberg ist auf der bernischen Regimentstafel aus der ersten Hälfte des 18. Jahrhunderts des Malers Johann Grimm überliefert.
Blasonierung: Geteilt von Gold mit einem schwarzen Adler und von Rot mit einem goldenen Sparren.

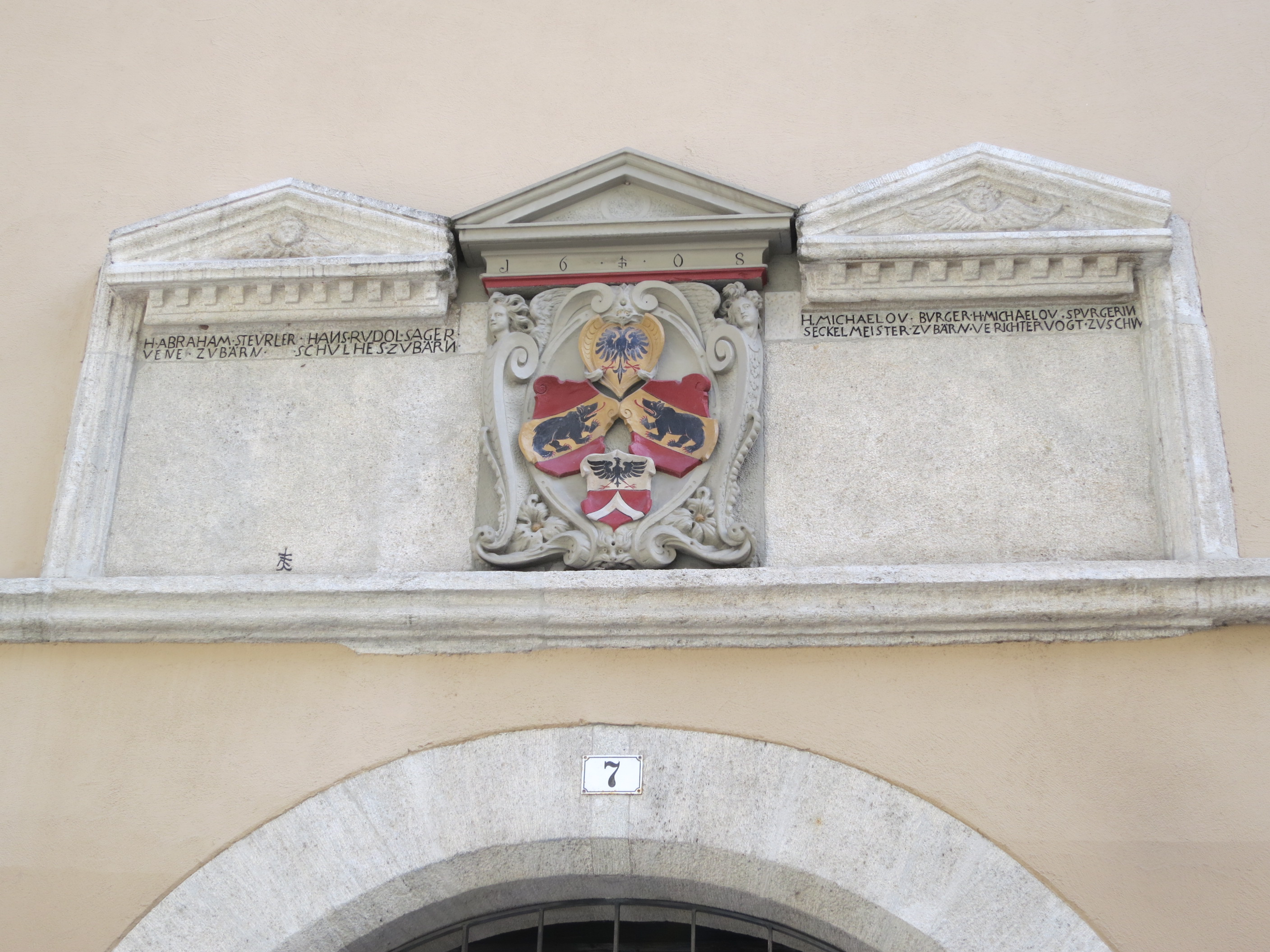
Brugg Landschreiberei 02

## Liste der Obervögte zu Schenkenberg (1447 bis 1798)
| - Niklaus von Entlebuch, 1447 - Bendicht Gnägi, 1462 - Peter von Weingart, 1466 - Gilgian von Rümligen, 1470 - Peter von Weingart, 1477 - Niklaus Brunner, 1486 - Gilgian Schöni, 1486 - Niklaus von Graffenried, 1492 - Bendicht von Weingart, 1498 - Conrad Vogt, 1501 - Hans Kuttler, 1509 - Peter Thormann, 1510 - Conrad Vogt, 1513 - Hans Bischoff, 1518 - Lienhard Willading, 1522 - Anthoni Bischoff, 1527 - Ullrich Megger, 1529 - Hans Archer, 1534 - Caspar Kuttler, 1536 - Hans (?), 1543 - Hans Im Haag, 1546 - Niklaus Schoor, 1552 | - Urs Fetscherin, 1562 - Franz Güder, 1565 - Heinrich Kohler, 1574 - Sebastian Rohr, 1579 - Conrad Bickhart, 1585 - Peter Freudenreich, 1591 - Abraham Amport, 1598 - Niklaus Späting, 1610 - Bernhard Rohr, 1611 - Andres Haller, 1618 - Daniel von Werdt, 1620 - Hans Reber, 1626 - Abraham Tillier, 1632 - Hans Berseth, 1638 - Abraham Thormann, 1644 - Samuel Nöthiger, 1630 - Jacob Tribolet, 1656 - Albrecht von Graffenried, 1657 - Abraham Tillier, 1663 - Samuel Thormann, 1669 - Beat Ludwig May, 1675 | - Jacob Bucher, 1681 - Johannes Matthey, 1687 - Gabriel Bucher, 1693 - Bernhard Effinger, 1699 - Isaak Steiger, 1703 - Franz Ludwig von Graffenried, 1711 - Rudolf von Luternau, 1717 - Daniel Fellenberg, 1723 - Abraham Jenner, 1729 - Hans Jakob Dünz, 1730 - Johann Ludwig Steiger, 1737 - Albrecht Steiger, 1743 - Wolfgang Zehender, 1750 - Albrecht Anton Dittlinger, 1755 - Samuel Haller, 1761 - Niklaus Emanuel Tscharner, 1767 - Emanuel von Graffenried, 1773 - Daniel Fellenberg, 1779 - Johann Rudolf Fischer, 1785 - Johann Rudolf Bucher, 1791 - Vinzenz Sinner, 1797 |